# 時枝務
時枝 務（ときえだ つとむ、1958年 - ）は、日本の考古学者。専門は、歴史考古学・宗教考古学。立正大学文学部史学科教授。前職は、独立行政法人国立博物館東京国立博物館 - 文化財部列品課列品室主任研究員。

## 研究テーマ
宗教考古学 - 山岳信仰遺跡出土遺物の研究

## 略歴
- 1980年 立正大学文学部史学科卒業。
- 1984年 立正大学大学院文学研究科史学（考古学）専攻博士後期課程中退。坂誥秀一に師事。2005年「修験道の考古学的研究」で文学博士の学位を取得。
- 1989年 東京国立博物館 有史室員
- 1995年 東京国立博物館 主任研究官
- 1997年 東京国立博物館 主任研究官
- 1998年 東京国立博物館 展示調整室長
- 1999年 東京国立博物館 主任研究官
- 2006年立正大学文学部史学科助教授、2007年准教授、のち教授。

## 著書
- 『修験道の考古学的研究』雄山閣、2005年
- 『百練鉄刀とものづくり 』雄山閣、2008年
- 『山岳考古学 山岳遺跡研究の動向と課題』 (考古調査ハンドブック） ニューサイエンス社 2011
- 『霊場の考古学』 (高志書院選書 高志書院 2014
- 『山岳宗教遺跡の研究』岩田書院 2016
- 『山岳霊場の考古学的研究』雄山閣、2018

### 共編著
- 『偽文書学入門』久野俊彦共編 (Kashiwa学術ライブラリー 柏書房 2004
- 『木曽のおんたけさん その歴史と信仰』菅原壽清,中山郁共編著 岩田書院 2009
- 『郷土史と近代日本』由谷裕哉共編著 (アカデミック・ライブラリー) 角川学芸出版 2010
- 『近世修験道の諸相』 由谷裕哉, 久保康顕, 佐藤喜久一郎共著 (岩田書院ブックレット 歴史考古学系 2013
- 『偽文書・由緒書の世界』山本直孝共編 岩田書院 2013
- 『日本の霊山読み解き事典』西海賢二, 久野俊彦共編 柏書房 2014
- 『修験道史入門』長谷川賢二, 林淳共編 岩田書院 2015
- 『山伏の地方史 群馬の修験道』久保康顕, 佐藤喜久一郎共著 みやま文庫 2017